# 美國哲學學會

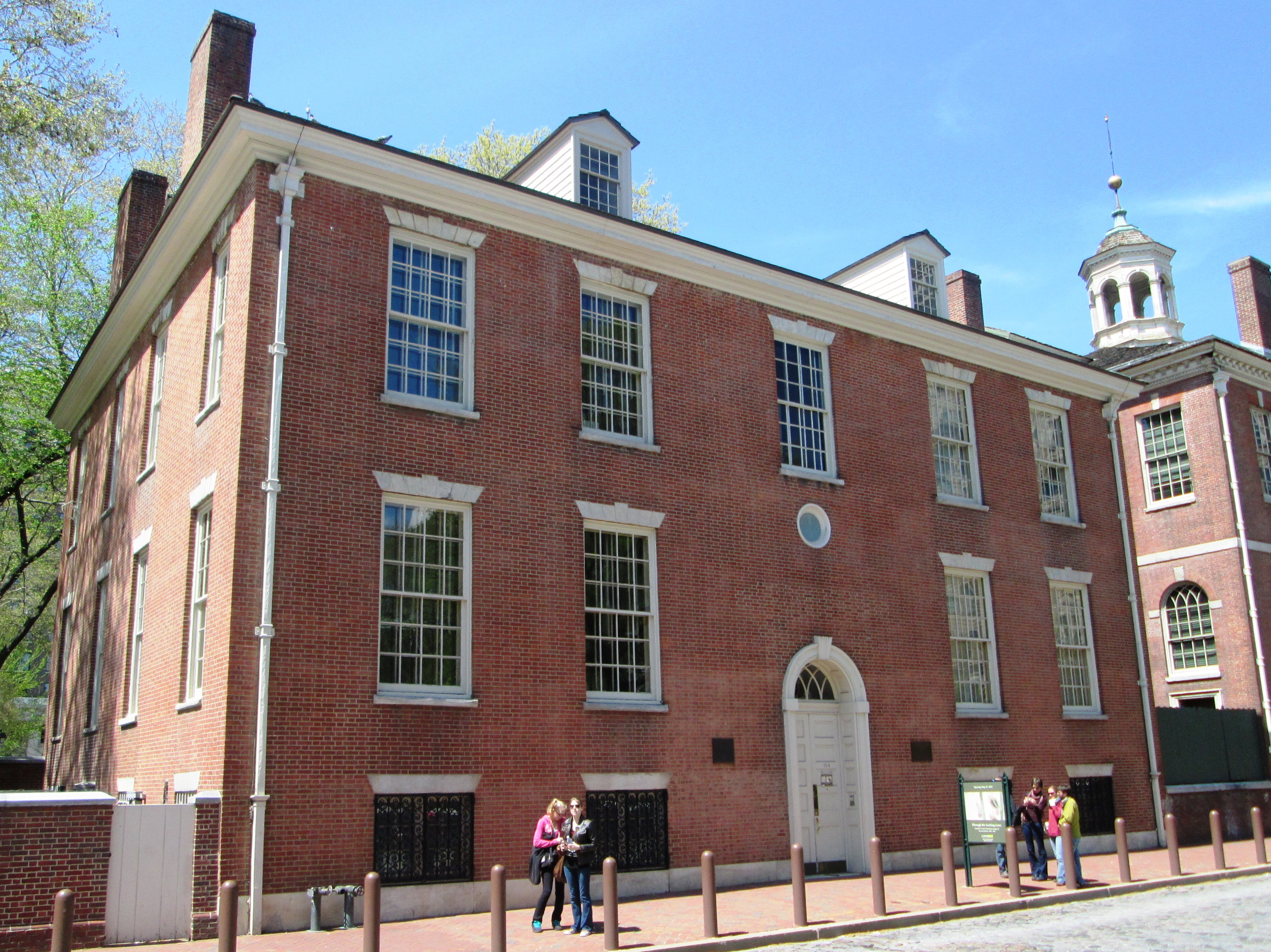
美國哲學學會總部

美國哲學學會（英語：American Philosophical Society）是美國現存最古老的學術團體。于1743年在美國著名發明家富蘭克林的推動下成立。美國哲學學會的總部設在賓夕法尼亞州的費城。
要成為美國哲學學會的會士，首先必須在5個學術領域，即數學與物理、生物、社會科學、人文學科、技藝與公私領域中取得學術上的成就。
在21世紀初，美國哲學學會的會士已達約850人。

## 歷史
1727年，21歲的富蘭克林在費城組織了一個團員為年輕人，英文名叫Junto的“小團體”，這團體注重實驗和探索知識。
1743年，富蘭克林發表了《在北美的英國殖民地中提高有用知識的建議》。這建議獲得眾人贊同，而導致美國哲學學會的成立。剛成立時主席是霍普金森1，富蘭克林擔任祕書。创立之初，学会就吸引了美国最杰出的头脑参与其中。最早的会士包括乔治·华盛顿、约翰·亚当斯、托马斯·杰斐逊、亚历山大·汉密尔顿、詹姆斯·麥克亨利、湯瑪斯·潘恩、大卫·黎頓郝斯、本杰明·洛希、詹姆斯·麦迪逊、约翰·马歇尔等人。学会同样也会吸收其他国家的哲学家作为会士，包括亚历山大·冯·洪堡、拉法耶特侯爵、弗里德里希·冯·施托伊本、塔杜什·科希丘什科、达什柯娃公主。
1769年，美國哲學學會與另一個富蘭克林建立的團體美國學會2聯合起來。富蘭克林成為主席。
1780年，二學會合併，名稱還是美國哲學學會。富蘭克林是主席。
1790年，富蘭克林去世，到去世為止他一直擔任主席職位。而後黎頓郝斯（David Rittenhouse）擔任第二任主席，第三任主席為杰斐逊。

## 建築
美國哲學學會在費城的獨立國家歷史公園有兩幢建築:
1. 1789年建的哲學學會堂。
2. 按費城圖書公司原樣建造的圖書館，圖書館內藏有達700萬件的手稿、美國科學與文化書籍。

## 出版物
美國哲學學會的出版物有
1. 《學會紀要》(Memoirs)
2. 《會議錄》(Proceedings)
3. 《學報》(Transactions)
4. 《年鑑》

## 註解
1. ^  注解1：英文:Thomas Hopkinson，生卒1709年-1751年。
2. ^  注解2：英文:The American Society，是一個研究科學的團體。

1. ↑  . National Register of Historic Places. National Park Service. 2007-01-23.